# منتخب بلغاريا تحت 21 سنة لكرة القدم
منتخب بلغاريا تحت 21 سنة لكرة القدم هو الممثل الرسمي لبلغاريا في بطولات كرة القدم تحت 21 سنة. يشارك الفريق في بطولة أوروبا تحت 21 لكرة القدم التي تقام كل عامين.

## وصلات خارجية
- UEFA Under-21 website، سجلات قديمة لمنتخب بلغاريا تحت سن 21 سنة
- The Rec.Sport.Soccer Statistics Foundation، جميع سجلات لمنتخب بلغاريا تحت سن 21 سنة و23 سنة.